# 哈尔滨市第六十九中学校
哈尔滨市第六十九中学校是一所建立於1972年的初级中学，目前除位于龙江街的总校外，还有建设，开原，哈西三个分校。

## 历史
学校建于1972年，后又以民办公助的形式建立分校六九联中。现六九联中已改制为公办初中并改名为哈西校区。
2015年11月，学校组建六十九中教育集团，成员学校包括：五十四中学，九十八中学，征仪路学校，松雷中学四所中学，以及继红小学，铁岭小学，花园小学，逸夫小学，复旦路小学五所小学。

## 丹麦电视节目
2012年，丹麦国家电视台选择了奥胡斯市的一所中学和作为奥胡斯市友好城市哈尔滨市的六九联中（现为六十九中学哈西校区）拍摄了一反映中丹教育的纪录片《丹麦9年Z班VS中国初三13班》，此节目在中国网络上传开后也获得了大量的关注，也让人们对中丹不同的教育制度产生了讨论。

## 知名校友
- 李健
- 刘忻